# Electra robusta
Electra robusta är en mossdjursart som beskrevs av Canu och Bassler 1928. Electra robusta ingår i släktet Electra och familjen Electridae. Inga underarter finns listade i Catalogue of Life.